# Si può vivere così?
Si può vivere così? (sottotitolato Uno strano approccio all'esistenza cristiana) è un saggio antologico del sacerdote cattolico e teologo Luigi Giussani, fondatore del movimento Comunione e Liberazione, pubblicato nel 1994.

## Storia editoriale

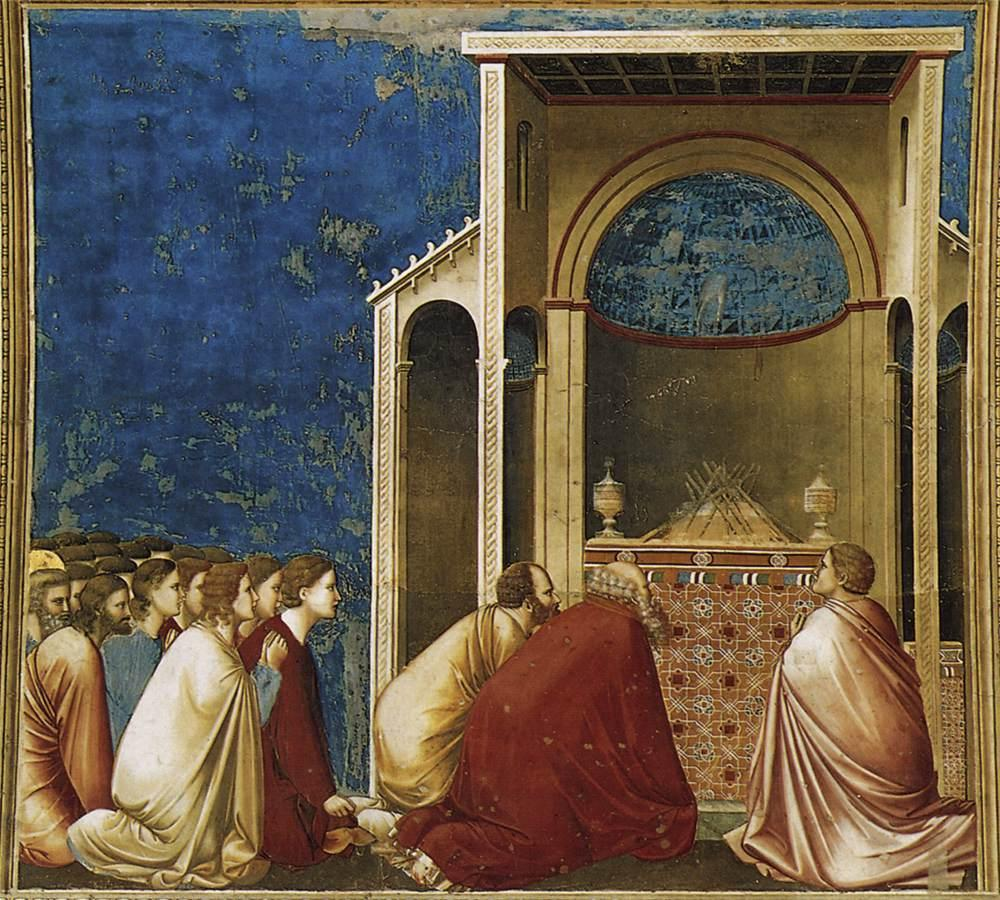
Un particolare dell'affresco Preghiera per la fioritura delle verghe di Giotto nella Cappella degli Scrovegni a Padova compare sulla copertina di Si può vivere così?.

Il volume, pubblicato all'interno della collana I libri dello spirito cristiano della Biblioteca Universale Rizzoli, contiene la trascrizione di lezioni tenute settimanalmente da Giussani nel corso di un anno con un centinaio di giovani decisi seriamente ad impegnarsi nella dedizione totale a Cristo all'interno dei Memores Domini.
Il libro, definito "strano" dallo stesso autore, esemplifica il metodo espositivo e discorsivo di Giussani che preferiva la forma del dialogo rispetto alla stesura di "trattati". Si può vivere così? fu ripubblicato nel 2007 in una nuova edizione cartonata con l'aggiunta degli indici e con la revisione dell'apparato di note per essere la base della Scuola di Comunità, il gesto di catechesi degli aderenti a Comunione e Liberazione.
L'edizione in spagnolo di Si può vivere così? fu presentata nel luglio del 2008 a Buenos Aires dall'allora arcivescovo della capitale argentina Jorge Mario Bergoglio divenuto poi papa Francesco.
Nel 1996 fu pubblicato quello che è considerato una sorta di seguito del libro. Intitolato Si può (veramente?!) vivere così?, il nuovo testo contiene la trascrizione di analoghe lezioni e di dialoghi di Giussani del periodo 1994-1996 che avevano come tema e come riferimento proprio Si può vivere così.

## Contenuti
In un gioco di domande e risposte don Giussani fa scaturire forti riflessioni su quanto seriamente ciascuno prende a cuore la propria esistenza, e rende l'esperienza della verginità affascinante e ragionevole, in modo antitetico alla mentalità comune.
I temi trattati nel testo, fede, speranza e carità, che secondo Giussani non si imparano più nemmeno al catechismo, sono trattati dall'autore alla luce dell'intuizione che ebbe nell'entrare per la prima volta in una scuola superiore come insegnante di religione: «che la fede ha innanzitutto bisogno di dimostrare la sua familiarità con la ragione [...] l'intuizione cioè della ragionevolezza della fede.»

## Edizioni
- Luigi Giussani, Si può vivere così?, 1ª ed., Milano, Biblioteca Universale Rizzoli, I libri dello spirito cristiano, novembre 1994, ISBN 88-17-11119-8.
- Luigi Giussani, Si può vivere così?, nuova edizione, Milano, Rizzoli Editore, ottobre 2007, ISBN 978-88-17-01772-5.
- Luigi Giussani, Si può vivere così?, 1ª ed., audio libro, 3 CD, formato MP3, Milano, Rizzoli, 2008,  p. 64, ISBN 978-88-17-02689-5.